# Нижние Аты
Ни́жние Аты́ (тат. Түбән Аты) — деревня в Арском районе Республики Татарстан, административный центр Среднеатынского сельского поселения.

## Этимология
Топоним произошёл от татарского слова «түбән» (нижний) и ойконима «Аты».

## География
Деревня находится на реке Атынка, в 12 км к западу от районного центра — города Арска.

## История
Деревня упоминается в первоисточниках с 1678 года.
В сословном плане, в XVIII веке и вплоть до 1860-х годов жителей деревни причисляли к государственным крестьянам. Их основными занятиями в то время были земледелие, скотоводство.
В «Списке населенных мест по сведениям 1859 года», изданном в 1866 году, населённый пункт упомянут как казённая деревня Нижние Аты 1-го стана Казанского уезда Казанской губернии. Располагалась при реке Атовке, по левую сторону Сибирского почтового тракта, в 54 верстах от губернского города Казани и в 30 верстах от становой квартиры во владельческой деревне Пермяки (Богородское). В деревне в 62 дворах жили 827 человек (398 мужчин и 429 женщин). Была мечеть.
По сведениям из первоисточников, в начале XX века в деревне действовали мечеть и медресе.
С 1931 года в деревне работали коллективные сельскохозяйственные предприятия, с 2008 года — сельскохозяйственные предприятия в форме ООО.
Административно, до 1920 года деревня относилась к Казанскому уезду Казанской губернии, с 1920 года — к Арскому кантону, с 1930 года — к Арскому району Татарстана.

## Население
Динамика
По данным переписей, население деревни увеличивалось со 108 душ мужского пола в 1782 году до 794 человек в 1920 году. В последующие годы численность населения деревни уменьшалась и в 2015 году составила 475 человек.
Национальный состав
Согласно результатам переписи 2002 года, в национальной структуре населения села татары составляли 100% из 513 человек.

## Экономика
Полеводство, молочное скотоводство.

## Инфраструктура
Неполная средняя школа, детский сад, дом культуры, библиотека.

## Религия
Мечеть (с 1994 года).